# Alte Kinsach
Die Alte Kinsach ist ein Altwasser der Kinsach, das durch Flussregulierungsmaßnahmen entstand. Es mündet bei Flusskilometer 2313,4 in die Donau.
Der Gewässerlauf von der Stockmühle in der Gemeinde Parkstetten bis zur Mündung in die Donau beim Schöpfwerk Alte Kinsach war früher der Unterlauf der Kinsach. Beim Bau des Kinsach-Menach-Ableiters wurde dieser Unterlauf vom Oberlauf getrennt und zum Altwasser. Die Alte Kinsach hat eine Länge von 3,8 Kilometern und einen Einzugsbereich von 10,9 km2. Den überwiegenden Anteil (6,61 km2) des Einzugsbereichs trägt der aus der Aschau kommende rechte Zufluss mit der Gewässerkennzahl 157922 bei, der bei Lenach in die Alte Kinsach mündet. Am Mahlbusen des Schöpfwerks mündet noch der Dunkgraben in sie. Der Abfluss in die Donau bis zu Mittelwasser erfolgt im Freispiegel, bei Hochwasser geht das Schöpfwerk in Betrieb.
Der Gewässerabschnitt ab Lenach bis zur Donau wurde historisch nicht der Kinsach zugerechnet, sondern als Alte Donau bezeichnet, da es sich um eine ehemalige Schlinge der Donau handelt.
Unter der Gewässerkennzahl 15852 besteht ein 120 Meter langer Gewässerabschnitt zwischen der alten Mündung des Lohgrabens in die Kinsach und der jetzigen Mündung des Lohgrabens in den Kinsach-Menach-Ableiter.

## Naturschutz
Ab Lenach bis zur Donau sind die Alte Kinsach und ihre Uferbereiche Teil des FFH-Gebiets 7142-301, „Donauauen zwischen Straubing und Vilshofen“.